# Pectiniunguis insulanus
Pectiniunguis insulanus är en mångfotingart som beskrevs av Henri W. Brölemann och Ribaut 1911. Pectiniunguis insulanus ingår i släktet Pectiniunguis och familjen småjordkrypare.
Artens utbredningsområde är Kuba. Inga underarter finns listade i Catalogue of Life.